# Miltonia russelliana
Miltonia russelliana (лат.) — вид однодольных цветковых растений рода Мильтония (Miltonia) семейства Орхидные (Miltonia). Впервые описан британским ботаником Джоном Линдли под таксономическим названием Oncidium russellianum Lindl.basionym; перенесён в состав рода Miltonia им же в 1841 году.
Видовой эпитет дан растению в честь Джона Расселла, герцога Бедфорд, интересовавшегося ботаникой, в особенности, орхидеями.

## Распространение

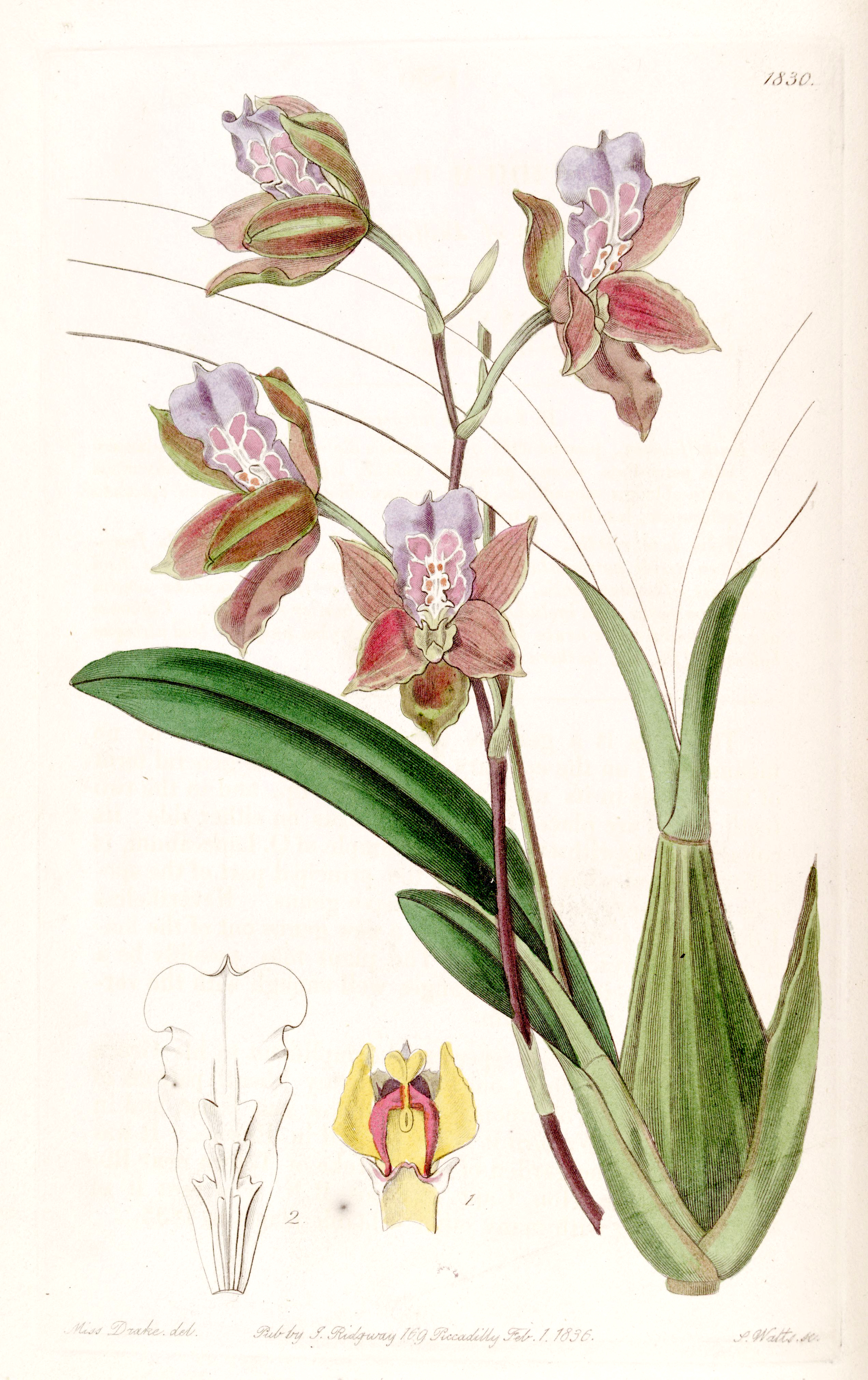
Ботаническая иллюстрация

Эндемик Бразилии, известный с юга — юго-востока страны.

## Ботаническое описание
Небольшое эпифитное растение.
Псевдобульба сжатая, продолговато-яйцевидной формы, оливково-зелёного цвета.
Листья верхушечные, от линейно-продолговатых до линейно-ланцетных, по два на растении.
Цветки размером около 5,5 см, пёстро-фиолетовые, собраны в соцветие по 5—9 цветков.
Цветёт осенью и зимой.

## Значение
Культивируется в ботанических садах ещё с XIX века.

## Синонимы
Синонимичные названия:
- Anneliesia russelliana (Lindl.) Senghas & Lückel
- Anneliesia russellianum (Lindl.) Senghas & Lückel
- Gynizodon russelianus (Lindl.) Raf.
- Gynizodon russelliana (Lindl.) Raf.
- Miltonia quadrijuga Dusén & Kraenzl.
- Oncidium russellianum Lindl.basionym
- Oncidium russellianum var. pallidum Regel